# Omphalodes acuminata
Omphalodes acuminata är en strävbladig växtart som beskrevs av Robinson. Omphalodes acuminata ingår i släktet lammtungor, och familjen strävbladiga växter. Inga underarter finns listade i Catalogue of Life.